# Klášter Wilhering
Klášter Wilhering je hornorakouský cisterciácký klášter postavený 8 km od Lince v obci Wilhering.

## Dějiny kláštera
Byl založen jako fundace pánů z Wilheringu v roce 1146, postupem času se stal rodovým klášterem pánů ze Schaunberga a také mateřským klášterem pro novou rožmberskou fundaci ve Vyšším Brodě.
Dnešní podoba je výsledkem rozsáhlé rokokové přestavby po požáru v roce 1733.